# Jenlain
Jenlain település Franciaországban, Nord megyében. Lakosainak száma 1137 fő (2022. január 1.). Jenlain Sebourg, Villers-Pol, Wargnies-le-Grand, Wargnies-le-Petit, Curgies és Frasnoy községekkel határos.

## Népesség
A település népességének változása:
| Lakosok száma | 1113 | 1129 | 1161 | 1137 | 1141 | 1145 | 1150 | 1159 | 1137 |
|               | 2013 | 2015 | 2016 | 2017 | 2018 | 2019 | 2020 | 2021 | 2022 |